# 長塚古墳 (堺市)

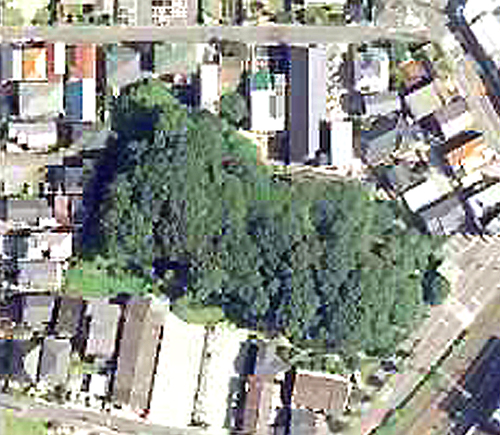
長塚古墳の空中写真（2007年）

長塚古墳（ながつかこふん）は、大阪府堺市堺区百舌鳥夕雲町2丁に所在する古墳時代中期の前方後円墳。百舌鳥古墳群に属しており、国の史跡に指定されている。

## 概要
長塚古墳は大仙陵古墳（伝仁徳天皇陵）の南東に位置する前方部を西に向けた前方後円墳である。JR阪和線、百舌鳥駅のすぐ西側にある。全長102メートル、後円部径57メートル、後円部高さ8.2メートル、前方部幅67メートル、高さ8.3メートルの規模である。墳丘は三段に築成され、南側くびれ部には造出しが設けられている。墳丘の周囲に盾形の周濠が巡らされていたが、現在は宅地となっている。史跡整備計画策定などのため、墳丘部分でこれまでに、数度の小規模な発掘調査が実施されている。出土遺物には円筒埴輪と朝顔形埴輪、蓋形埴輪、土師器がある。また葺石の石材も出土している。円筒埴輪の編年から5世紀中葉頃の築造が推定される。本古墳は規模が大きく、墳形も整っていることから、大仙陵古墳の陪塚ではなく独立した古墳とみなされている。1958年に国の史跡に指定されている。